# 约翰·菲沙尔特
约翰·菲沙尔特（德語：Johann Fischart，1546年—1590年），文艺复兴时期欧洲神圣罗马帝国德意志讽刺作家。他凭借创作而闻名，同时他也长于翻译工作。他以其对拉伯雷小说的精巧翻译而著名。